# علی‌اصغر مازندرانی
علامه علی‌اصغر مازندرانی (زاده امیرکلا - درگذشته ۱۲۹۰ امیرکلا) معروف به (علی اصغر مجتهد امیرکلایی مازندرانی) صاحب کرامات، مرجع تقلید و از مجتهدان و علمای قرن سیزدهم هجری بود.

## زندگی
وی تحصیلات مقدماتی را محضر اساتیدی چون حداد، شریعتمدار بزرگ، ابوفاضلی و  ملا محمد اشرفی فرا گرفت.
او در  سید محمدباقر حجتی مازندرانی و علی علامه مازندرانی تحصیلات خود را عمدتاً در نجف و در حضور اساتیدی همچون میرزا حبیب الله رشتی، ملا اسماعیل بروجردی و آخوند خراسانی و میرزا حسین خلیلی تهرانی به اتمام رسانده و به اجتهاد رسید.
وی پس از پایان تحصیلات به بابل و امیرکلا بازگشته و به پیگیری امور دینی و معنوی مردم می‌پردازد. ایشان از علمای بزرگ بابل و معاصر با علمایی چون شیخ کبیر و اشریعه نوری بابلسری بودند..

## آثار
از او علاوه بر رساله علمیه، حاشیه‌هایی بر عروه الوثقی و رساله‌ای در مناسک حج باقی‌مانده و برخی آثارش نیز در دست نیست. در کتاب عکس‌های تاریخی بابل آمده است که او در شعر و شاعری توانا بوده و در شعر "ناصر" تخلص می کرد و دیوان اشعاری به نام ناصریه تدوین نمود.

## شاگردان
- محمدمهدی امامی مازندرانی

## درگذشت
او حدود سال ۱۳۳۰ قمری برابر با ۱۲۹۰ شمسی درگذشت. بدنبال درگذشت وی بازار امیرکلا و بابل یکپارچه تعطیل، مردم سوگوار و سیاهپوش، با تجلیل و احترام خاصی پیکرش را تشییع و در باغ رضوان - پشت شهرداری فعلی امیرکلا - به خاک سپردند.
مقبره او در زمان رضاخان تخریب شد و قبرشان مخفی بود، تا اینکه بعدها توسط نوه اش علی اصغر خلیلی تعمیر و مقبره‌ای ساخته شد.